# Republiek Ezo
De Republiek Ezo (Japans: 蝦夷共和国, Ezo Kyōwakoku) was een republiek die van 1868 tot 1869 was gevestigd in het huidige Hokkaidō, in het noorden van Japan. De republiek werd gevormd door voormalige leden van de Tokugawa-shogunaat.

## Oprichting

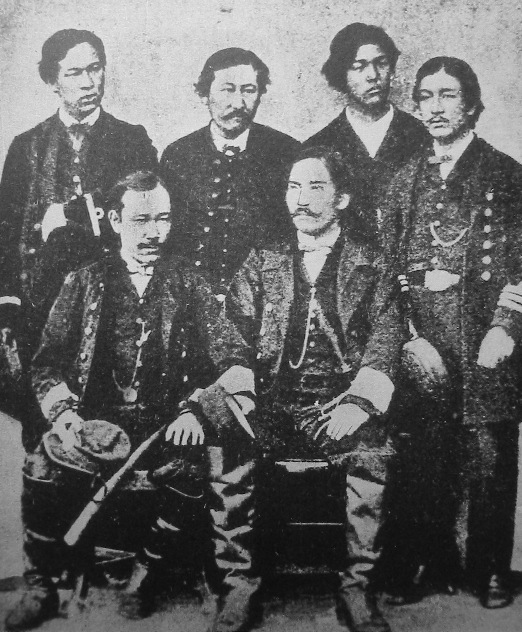
De leiders van de republiek, met president Enomoto Takeaki rechts voor.

Nadat de troepen van het Tokugawa-shogunaat waren verslagen in de Boshin-oorlog (1868–1869) als onderdeel van de Meiji-restauratie, vluchtte een deel van de marine en het leger van de shogun onder aanvoering van admiraal Enomoto Takeaki naar het noordelijk eiland Ezo (het huidige Hokkaidō). Onder de soldaten bevond zich ook een handvol Franse militaire adviseurs en hun leiders, waaronder Jules Brunet.
Op 15 december 1868 werd op Ezo de onafhankelijke "Republiek Ezo" uitgeroepen door Enomoto Takeaki. Takeaki hoopte zo alleen dit deel van Japan te moderniseren en in de rest van Japan de tradities van de samoerai en het shogunaat te kunnen bewaren. Hij diende hiertoe een voorstel in bij de Keizer, maar dit werd afgeslagen.

## Achtergrond

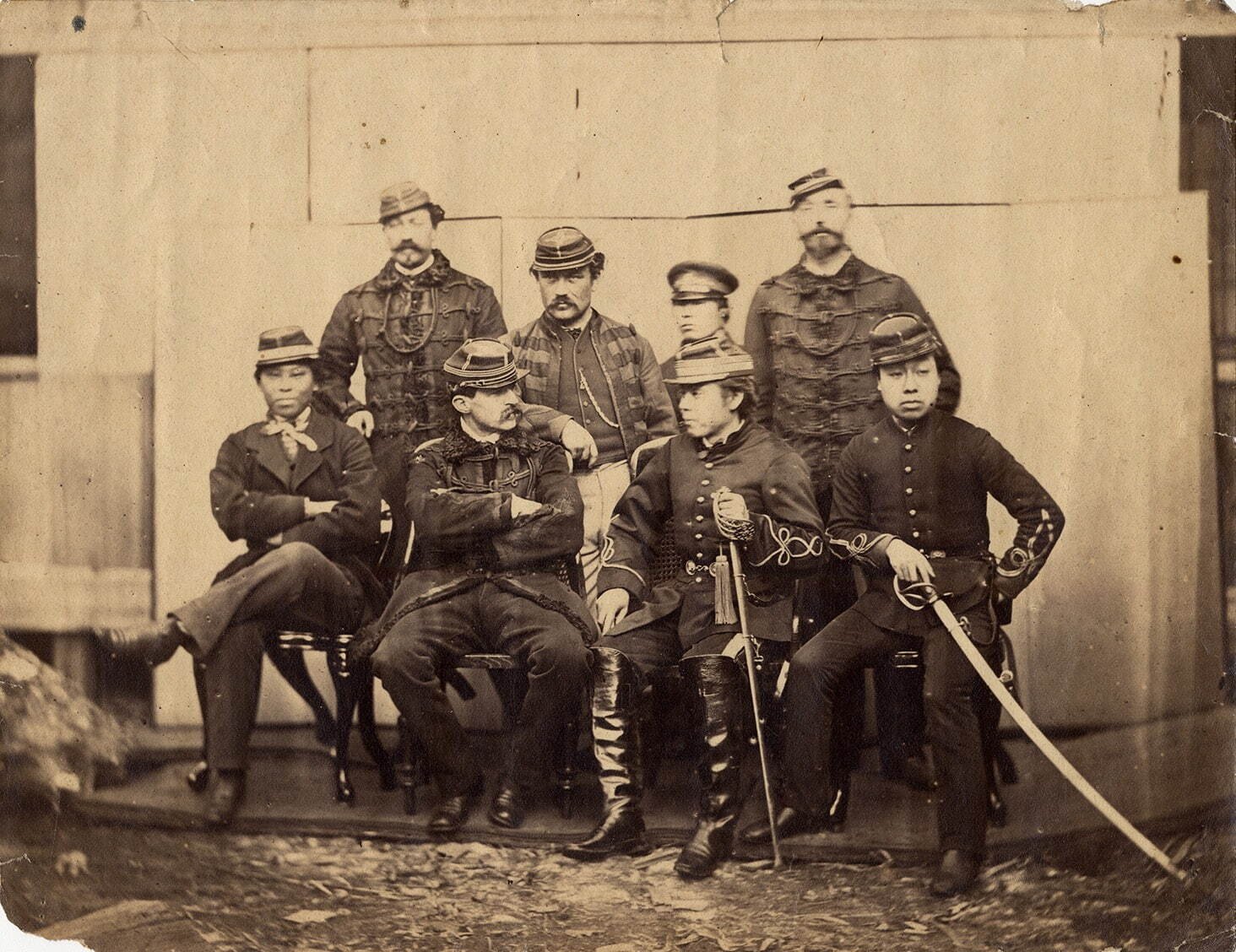
Franse militairen en hun Japanse bondgenoten. Voorste rij, tweede van links: Jules Brunet, naast Matsudaira Taro.

Het regeringssysteem van deze republiek was afgekeken van de Verenigde Staten. Takeaki werd verkozen tot de eerste (en tevens enige) president van deze nieuwe republiek. Dit waren de eerste verkiezingen in Japan, waar tot die tijd nog een feodale structuur heerste waarin machtsposities van generatie op generatie werden overgeërfd. Via Nagai Naoyuki probeerde de republiek banden aan te gaan met het buitenland. De Britten en Fransen erkenden de republiek, maar de Meiji-overheid niet.
De schatkist van de republiek bevatte 180.000 gouden ryō-munten.
Tijdens de winter van 1868-1869, werd de verdediging rond de zuidkust van Ezo versterkt met onder andere het fort Goryokaku. De troepen van Ezo werden georganiseerd onder Franco-Japans commando. Leiders waren Otori Keisuke en Jules Brunet. Het leger werd verdeeld in vier brigades, elk met een Franse officier aan het hoofd (Fortant, Marlin, Cazeneuve en Bouffier). De brigades werden zelf onderverdeeld in acht divisies met elk een Japanse commandant.

## Ondergang en nasleep
In april 1869 stuurde de Meiji-overheid een vloot en infanterie van 7000 man naar de republiek. De keizerlijke troepen rukten snel op, wonnen de slag om Hakodate, en omsingelden het fort bij Goryōkaku. Enomoto gaf zich op 17 mei 1869 over, en droeg Ezo over aan Kuroda Kiyotaka. Op 27 juni 1869 kwam officieel een einde aan de Republiek Ezo. Op 15 augustus dat jaar kreeg het eiland zijn huidige naam, Hokkaidō.
Volgens bronnen zou Kuroda dermate onder de indruk zijn geweest van Enomoto’s toewijding aan Ezo dat hij hem executie bespaarde. Enomoto werd in plaats daarvan veroordeeld tot een korte gevangenisstraf. In 1872 werd hij bevrijd en accepteerde een positie als ambtenaar bij de Commissie ter ontwikkeling van Hokkaidō (開拓使). Later werd hij tevens ambassadeur in Rusland.